# Robert C. Prim
Robert C. Prim, all'anagrafe Robert Clay Prim (Sweetwater, 25 settembre 1921 – San Clemente, 18 novembre 2021), è stato un matematico e informatico statunitense.

## Biografia
Nel 1941 ricevette il Bachelor of Science in ingegneria elettronica presso l'Università di Princeton; più tardi, nel 1949, ha conseguito il dottorato di ricerca in matematica. Ha lavorato all'Università di Princeton dal 1948 al 1949 come ricercatore associato.
Durante la seconda guerra mondiale, tra il 1941 e il 1944, ha lavorato come ingegnere per la General Electric; in seguito, è stato assunto allo United States Naval Ordnance Lab come ingegnere, lavorandovi fino al 1949.
È stato direttore della ricerca matematica dei Bell Laboratories tra il 1958 e il 1961; dopo quest'esperienza, Prim è diventato vice presidente della ricerca presso i Sandia National Laboratories.
Durante la sua carriera presso i Bell Laboratories, Robert Prim, insieme a Joseph Kruskal, ha sviluppato due diversi algoritmi greedy per trovare un albero di copertura minimo di un grafo: l'algoritmo di Kruskal e l'algoritmo che porta il suo nome. Quest'ultimo era stato originariamente scoperto nel 1930 dal matematico Vojtěch Jarník, e solo nel 1957, in modo indipendente, da Prim (e nel 1959 fu riscoperto da Edsger Dijkstra), ed è a volte indicato anche come algoritmo DJP o algoritmo Jarník.